# بوریس والهو
 بوریس والهو (انگلیسی: Boris Vallejo؛ زادهٔ ۸ ژانویهٔ ۱۹۴۱) یک تصویرگر اهل ایالات متحده آمریکا است.